# Abbateggio
Abbateggio es una localidad de 420 habitantes en la Provincia de Pescara, Italia.

## Economía
La economía del municipio se basa en la agricultura y la ganadería: trigo (farro), olivo, vid, árboles frutales, queso y miel.

## Monumentos
En la pedanía de Cusano hay restos de un antiguo castillo y otros edificios medievales.

## Cultura

### Fiestas, ferias
- San Lorenzo (agosto) - fiesta del Farro
- 7, 8 y 9 de septiembre - fiestas patronales
- Último domingo de julio - Premio Literario Parco Majella

## Evolución demográfica
| Gráfica de evolución demográfica de Abbateggio entre 1861 y 2001 |
|                                                                  |
| Fuente ISTAT - elaboración gráfica de Wikipedia                  |

- Datos: Q51345
- Multimedia: Abbateggio / Q51345

1. ↑  Worldpostalcodes.org, código postal n.º 65020.
2. ↑  «Codici Catastali». Comuni-italiani.it (en italiano). Consultado el 29 de abril de 2017.